# Piscina olímpica

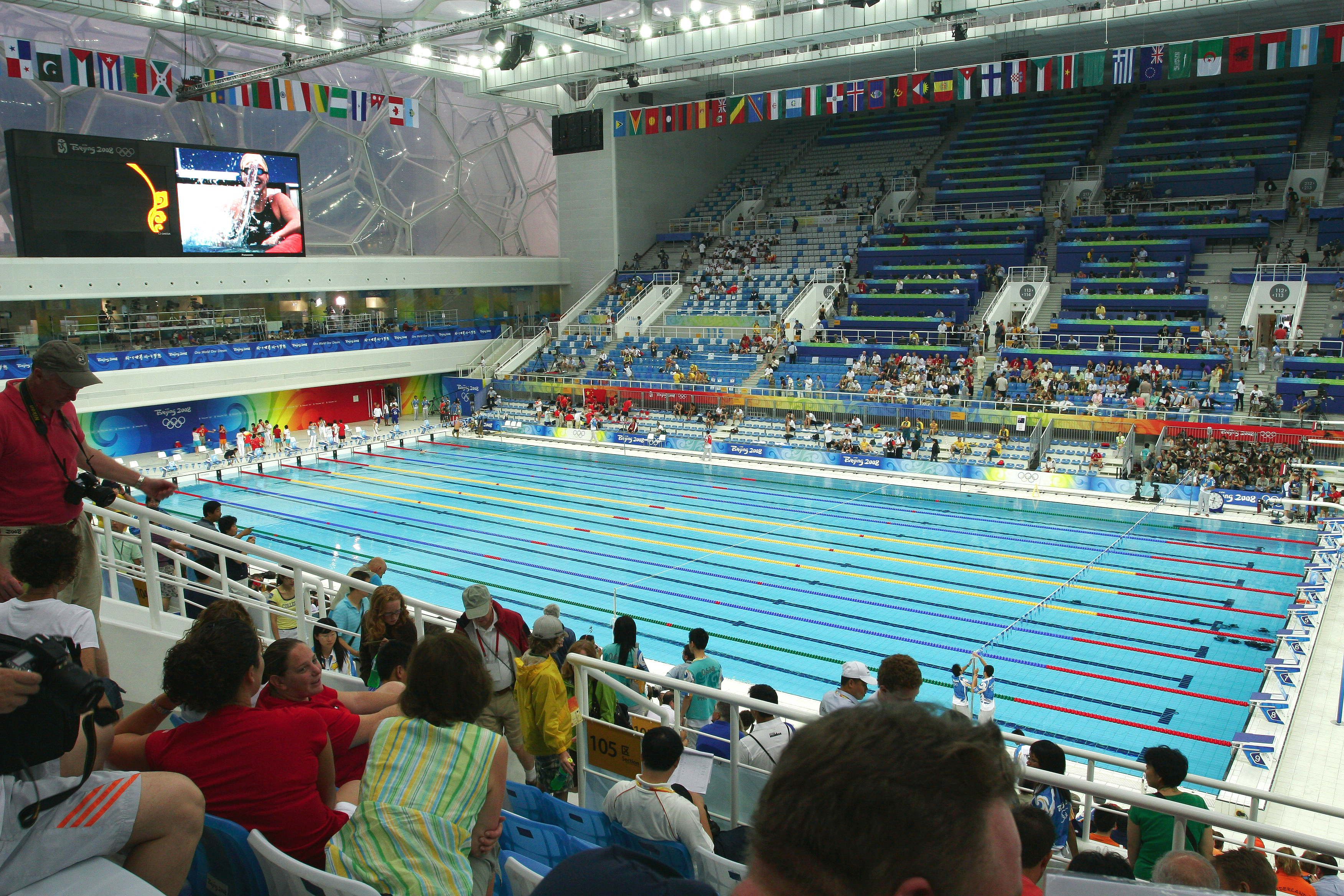
Piscina de las instalaciones de los Juegos Olímpicos de Pekín 2008.

Una piscina olímpica es un tipo de piscina usada en los juegos olímpicos y campeonatos mundiales. El tamaño de la piscina es comúnmente usado para explicar cuánta agua hay en una localización en particular.

## Especificaciones

Un diagrama simplificado de los estándares de la FINA Juegos Olímpicos de verano.

Las especificaciones de la Federación Internacional de Natación para una piscina olímpica son las siguientes:
| Largo                | 50 m                                                              |
| Ancho                | 25 m                                                              |
| Número de carriles   | 10 (normalmente se usan 8, las otras dos son para impedir oleaje) |
| Ancho del carril     | 2,5 m                                                             |
| Temperatura del agua | 25-28 °C (77-82.4 °F)                                             |
| Intensidad de luz    | > 1500 lux                                                        |
| Profundidad          | 2 m (mínimo)                                                      |
| Volumen              | 3.375 m³ o 3 375 000 litros (dependiendo de la profundidad)       |

Debe haber dos espacios de 2,5 m a los costados de los carriles 1 y 8 (en efecto, dos carriles vacíos). La longitud de 50 metros (164 pies) debe estar entre los cojines de tacto, si se utilizan.